# Транзит (футбольный клуб)
«Транзит» (латыш. Futbola centrs "Tranzīts") — латвийский футбольный клуб из города Вентспилс. Выступал в Высшей лиге. Основан в 2006 году. Матчи проводил на стадионе Вентспилской основной школы №2 вместимостью 500 зрителей. После сезона 2010 года реорганизован в «Вентспилс-2», являющийся фарм-клубом «Вентспилса».

## Результаты выступлений
| Сезон | Лига        | Место | И  | В  | Н  | П  | Голы   | О  |  | Кубок       |
| ----- | ----------- | ----- | -- | -- | -- | -- | ------ | -- |  | ----------- |
| 2006  | Первая лига | 12    | 30 | 8  | 4  | 18 | 37‒88  | 28 |  | 1/8 финала  |
| 2007  | Первая лига | 14    | 30 | 4  | 4  | 22 | 29‒103 | 16 |  | 1/16 финала |
| 2008  | Первая лига | 2     | 28 | 19 | 6  | 3  | 78‒25  | 63 |  | 1/16 финала |
| 2009  | Высшая лига | 7     | 32 | 2  | 10 | 20 | 22‒65  | 16 |  | 1/8 финала  |
| 2010  | Высшая лига | 9     | 27 | 5  | 4  | 18 | 17‒56  | 19 |  | 1/8 финала  |

## Рекорды клуба
- Самая крупная победа: 14:1 («Абулс», 2008).
- Наиболее крупное поражение: 0:9 («МЕТТА/ЛУ», 2007).
  - Наиболее крупное поражение в Высшей лиге: 0:7 («Вентспилс», 2009).
  - Наиболее крупное поражение в Первой лиге: 0:9 («МЕТТА/ЛУ», 2007).
  - Наиболее крупное поражение в Кубке Латвии: 0:5 («Вентспилс», 2006; «Ауда», 2007).

## Известные игроки
- Имран Шамханов

## Главные тренеры
- Александр Жижманов (2006—2008)
- Игорь Кичигин (2009)
- Александр Горбачёв (2010)
- Игорь Кичигин (2010)